# Arnhem

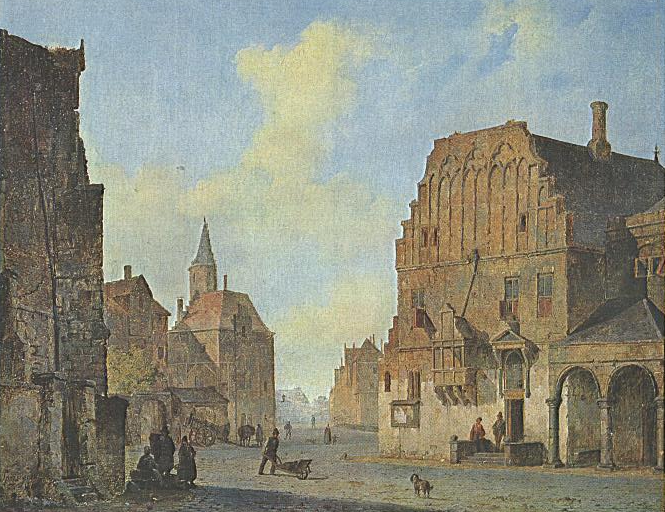
Pintura de Cornelis Springer: L'antic ajuntament (1840)

Arnhem és una ciutat de l'est dels Països Baixos, capital de la província de Gelderland. És anomenada Ernum pels locals. Està situada a la riva del Baix Rin (Nederrijn).
El municipi té una superfície de 101,53 km² (dels quals 2 km² corresponen a aigua), habitada per 162.424 persones (1 de gener del 2023). Limita al nord amb Ede, Apeldoorn i Rozendaal, a l'oest amb Renkum, a l'est amb Rheden i al sud amb Overbetuwe, Lingewaard i Westervoort.

## Nuclis de població
- Elden (Arnhem)
- Schaarsbergen

## Història
La ciutat nasqué durant l'edat mitjana al punt de separació del camí que, provinent de Nimega es dirigia envers Utrecht per una banda i Zutphen per l'altra. Va rebre drets de ciutat el 1233.
Amb encara només 19.111 habitants el 1849, Arnhem esdevingué durant la segona meitat del segle xix popular entre les elits riques de l'oest del país, que s'hi traslladaren, tot donant-li un aire refinat que li valgué sobrenoms com Haagje van het Oosten ("l'Haieta de l'Est") o Parkstad ("Ciutat Parc").
Fou molt malmesa durant la Segona Guerra Mundial.
L'any 1980 va ser la seu dels Jocs Paralímpics.

## Administració
Des de l'1 de setembre del 2017, l'alcalde del municipi és Ahmed Marcouch del Partit del Treball. Els 39 membres del consistori municipal són, des del 2022:
| Partit                    | Escons |
| ------------------------- | ------ |
| Esquerra Verda            | 7      |
| D66                       | 5      |
| VVD                       | 5      |
| Arnhem Centraal           | 4      |
| Partit pels Animals       | 3      |
| Partit del Treball        | 3      |
| Partit Socialista         | 2      |
| Crida Demòcrata Cristiana | 2      |
| Volt                      | 2      |
| DENK                      | 2      |
| Arnhemse Ouderen Partij   | 1      |
| Unió Cristiana            | 1      |
| Partit per la Llibertat   | 1      |
| Fòrum per a la Democràcia | 1      |
| Font:                     |        |

## Fills il·lustres
- Eduard Alexandre van Beinum (1900-1959) director d'orquestra
- Hendrik Lorentz (1853-1928), físic i matemàtic, Premi Nobel de Física de l'any 1902.
- Ary van Leeuwen (1875-1953), flautista.

## Agermanaments
- Gera
- Croydon
- Coventry
- Villa El Salvador
- Hradec Králové
- Kimberley